# Grammomys buntingi
Grammomys buntingi је врста глодара из породице мишева (Muridae).

## Распрострањење
Ареал врсте покрива средњи број држава. Врста има станиште у Гвинеји, Либерији, Сенегалу, Сијера Леонеу и Обали Слоноваче.

## Станиште
Станиште врсте су шуме.

## Начин живота
Врста Grammomys buntingi прави гнезда.

## Угроженост
Подаци о распрострањености ове врсте су недовољни.